# 沃西納 (堪薩斯州)
沃西納（英語：Wathena）是一個位於美國堪薩斯州多尼芬縣的城市。

## 地方資料
根據2020年美國人口普查的數據，沃西納的面積為6.17平方千米，當中陸地面積為6.06平方千米，而水域面積為0.11平方千米。當地共有人口1292人，而人口密度為每平方千米209.4人。